# Pflichtbeitragszeit
Pflichtbeitragszeiten sind im deutschen Rentenrecht nach § 55 SGB VI Beitragszeiten, für die nach Bundesrecht Pflichtbeiträge gezahlt worden sind. Der Rechtsbegriff dient zur Unterscheidung von Zeiten, für die freiwillige Beiträge gezahlt wurden. 
Pflichtbeiträge können tatsächlich oder nur fiktiv gezahlt worden sein. 

## Tatsächliche Beitragszeiten
Sie ergeben sich aus im Wesentlichen zwei Beschäftigungsarten. Einerseits aus der sog. „abhängigen versicherungspflichtigen Beschäftigung“ (z. B. als Arbeitnehmer) andererseits aus sogenannten „versicherungspflichtigen selbständigen Tätigkeiten“. Im zweiten Fall werden wiederum zwei Spielarten unterschieden: Entweder tritt die Versicherungspflicht kraft Gesetzes ein (z. B. selbständige Hebammen, Künstler, Publizisten) oder kraft freiwilliger Entscheidung für die Antragspflichtversicherung innerhalb des Zeitraums von 5 Jahren nach Aufnahme der selbständigen Tätigkeit (theoretisch jeder Selbständige) oder nach Beendigung des Existenzgründerzuschusses. Die freiwillige Entscheidung zur Antragspflichtversicherung darf dabei nicht verwechselt werden mit der Entrichtung freiwilliger Beiträge zur Erfüllung (vollwertiger) Beitragszeiten. 
Zu den Pflichtbeitragszeiten gehören auch bestimmte Zeiten des versicherungspflichtigen Bezugs von Lohnersatzleistungen, beispielsweise Krankengeld, Arbeitslosengeld, Arbeitslosengeld II (Hartz IV) oder Übergangsgeld.
Einen Spezialfall stellen die geringfügig entlohnten Beschäftigungsverhältnisse (sogenannte 556-€-Jobs) dar, wenn der pauschale Rentenversicherungsbeitrag des Arbeitgebers (derzeit: 15 % gewerblich, 5 % privat) durch den Arbeitnehmer aufgestockt wird (seit 2015: auf 18,7 %). Für dieses Arbeitsverhältnis besteht beim geringfügig Beschäftigten dann Versicherungspflicht.

## Fiktive Beitragszeiten
Pflichtbeitragszeiten können auch vorliegen, obwohl vom Versicherten selbst gar keine Versicherungsbeiträge entrichtet wurden. Dies gilt beispielsweise für die Kindererziehungszeit. Seit 1992 erhält der versorgende Elternteil (nicht etwa nur die Mutter!) für die Dauer von 3 Jahren Pflichtbeitragsanrechnung (Gleichstellung trotz fehlender Beiträge). 

## Pflichtbeitragssatz
Der Beitragssatz zur allgemeinen gesetzlichen Rentenversicherung beläuft sich ab 2018 auf 18,6 % des bis zur Beitragsbemessungsgrenze relevanten Arbeitsentgelts. Arbeitgeber und Arbeitnehmer sind am Aufkommen paritätisch beteiligt mit 9,3 %.
Der Beitragssatz zur knappschaftlichen Rentenversicherung beläuft sich auf 24,70 %, wobei auf den Arbeitnehmer lediglich der Anteil, entsprechend der gesetzlichen Rentenversicherung (9,3 %) entfällt und der Arbeitgeber 15,4 % zu entrichten hat.